# Анаїц Арбілья
Анаїц Арбілья Сабала (ісп. Anaitz Arbilla Zabala; 15 травня 1987, Памплона) — іспанський футболіст, правий захисник клубу «Ейбар».

## Кар'єра
Арбілья народився в Памплоні, Наварра, і 2004 року почав професійну кар'єру в клубі «Басконія», Фарм-клубі «Атлетік Більбао». Два роки по тому він доріс до резерву Атлетіка, а в сезоні 2008/09 грав на правах оренди в іншому баскському клубі, «Баракальдо».
Перед сезоном 2009/10 Арбілья, не пробившись до основної команди Більбао, перебрався до клубу Сегунди-В «Полідепортіво». У наступному сезоні він перебрався на рівень вище, в Сегунду, до клубу «Саламанка», виходив на поле 29 разів у стартовому складі, але клуб все-таки вилетів з Сегунди.
У серпні 2011 року Арбілья перейшов до клубу Сегунди «Еркулес» за 200 тисяч євро, а в січні 2013 року піднявся на найвищий рівень іспанського футболу, перейшовши до «Райо Вальєкано» на правах вільного агента.
Арбілья дебютував у Прімері 10 лютого 2013 року, відігравши всі 90 хвилин у домашньому матчі проти «Атлетіко Мадрид», коли його команда перемогла 2-1. У наступних 8 з 11 матчів Арбілья виходив у стартовому складі й допоміг своєму клубові уникнути вильоту з Прімери.
Свій перший гол у Прімері Арбілья забив 8 лютого 2014 року у ворота «Малаги» (4-1).
По закінченні сезону Арбілья перебрався до «Еспаньйола».